# Centro Cívico (Curitiba)
Centro Cívico é um bairro do município brasileiro de Curitiba, capital do estado do Paraná, onde os principais prédios governamentais estão localizados. 
O nome significa Centro do Cidadão ou, com uma interpretação mais dirigida, centro onde se resolvem os assuntos relacionados ao cidadão.
Nos últimos dias de agosto de 2011, o Centro Cívico foi tombado como conjunto urbano e arquitetônico. Estão desta forma protegidos os edifícios do eixo central da Avenida Cândido de Abreu, incluindo a Praça 19 de Dezembro, o Colégio Estadual Tiradentes, os edifícios do Tribunais de Justiça, de Contas e do Júri, o Palácio Iguaçu, o Museu Oscar Niemeyer e a Praça Nossa Senhora de Salette.

## História
O nome atual do bairro surgiu durante os anos 40, quando o urbanista francês Alfred Agache, dentro de suas propostas para o novo Plano Urbano de Curitiba, propôs a criação do Centro Cívico. O Plano Agache concebia a área como "uma praça de características especiais, de edifícios destinados aos altos órgãos da administração Estadual, que além da função de centro de comando, pudesse bem denominar-se como a "sala de visita da cidade", apresentando um conjunto de arquitetura especial em harmonia com o tratamento paisagístico da ampla praça central". 
No início dos anos 50, o engenheiro civil Bento Munhoz da Rocha Neto assumiu o governo do Estado e resolveu concretizar a ideia de destinar um local especial aos altos órgãos da administração Estadual. Sua ideia era de marcar o centenário de criação do Estado do Paraná, que ocorreria em 1953, com a inauguração de uma série de prédios públicos (entre os quais, além do Centro Cívico, o Teatro Guaíra e a Biblioteca Pública do Paraná).. Dava-se início à construção do primeiro Centro Cívico do Brasil. Oficialmente, a Praça Dezenove de Dezembro está no território do bairro Centro. No entanto, por ser um dos marcos das comemorações do Centenário de Emancipação política do Paraná, sua identidade está ligada ao nome posteriormente adotado.
O projeto nasceu inspirada nos “civic centers” americanos, e foi o primeiro do Brasil. O Palácio Iguaçu é a principal construção do centro administrativo da cidade de Curitiba, bem como o centro administrativo do estado do Paraná.
No início da década de 1950, as obras do Centro Cívico eram tema de discussões acirradas na imprensa, na classe política e entre a população. Era comum a visita de estudantes de Engenharia de diversas universidades do Brasil, tamanha a repercussão do projeto. Havia inclusive um livro de assinaturas no terreno das obras, onde visitantes ilustres podiam deixar depoimentos, a grande parte elogiosos – que depois eram divulgados na imprensa e comemorados pelo governo estadual. Por outro lado, parte da imprensa e dos paranaenses criticavam a suntuosidade das obras, chamadas de “palácios da elite”. Na edição do dia 31 de outubro de 1951, o jornal Gazeta do Povo estampava em sua manchete, em letras garrafais, “CURITIBA DISPENSA OS PALÁCIOS!”.
Em 1951 as obras foram iniciadas, sob coordenação do arquiteto curitibano (à época radicado no Rio de Janeiro) David Xavier de Azambuja   e, em 1953, durante as comemorações do Centenário da Emancipação Política do Paraná, o então governador Bento Munhoz da Rocha Neto inaugurava o espeço, mas somente em 1968 o bairro recebeu oficialmente o seu atual nome.

## Na Atualidade
Embora o Centro Cívico de Curitiba não concentre todas as Secretarias de Estado estaduais, conforme idealizava o Plano original (secretarias como as de Fazenda, Saúde e Educação estão em outros bairros), a inauguração do Palácio das Araucárias em 2007 e a posterior reforma do Palácio Iguaçu revitalizaram o bairro como sede dos principais órgãos do Governo Estadual.
Atualmente, ao redor da Praça Nossa Senhora de Salette, no coração do Centro Cívico, localizam-se:
- o Palácio Iguaçu, sede do Poder Executivo Estadual;
- a Assembleia Legislativa do Paraná, sede do Poder Legislativo Estadual;
- o Tribunal de Justiça do Paraná, sede do Poder Judiciário Estadual;
- o Tribunal de Contas do Estado do Paraná, órgão vinculado à Assembleia Legislativa;
- o Palácio das Araucárias, sede das Secretarias Estaduais de Administração, Planejamento, Justiça e Casa Civil;
- o Palácio 29 de Março, sede da Prefeitura Municipal de Curitiba, capital do Estado do Paraná.

## Imagens do Centro Cívico

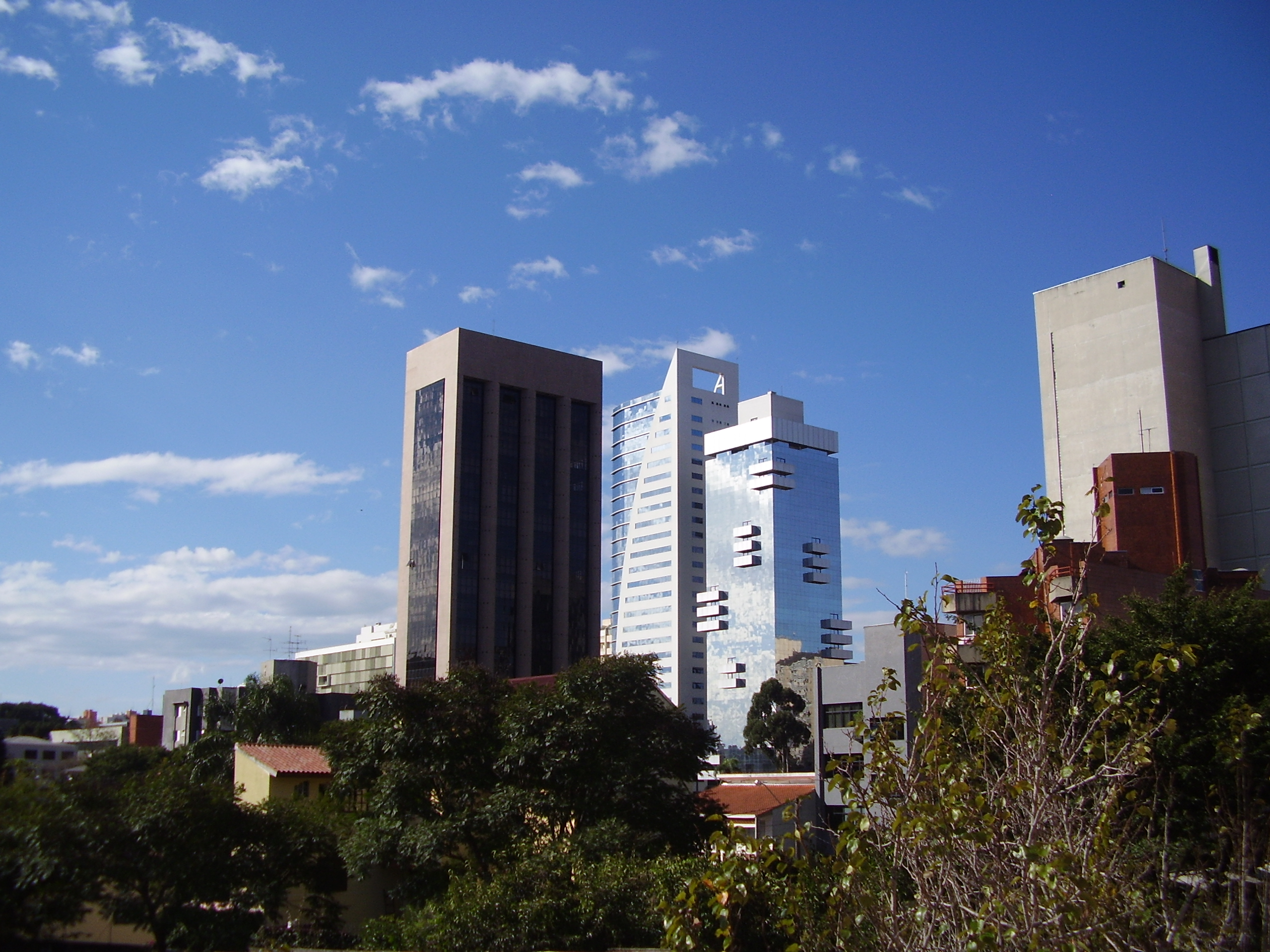
Vista do bairro
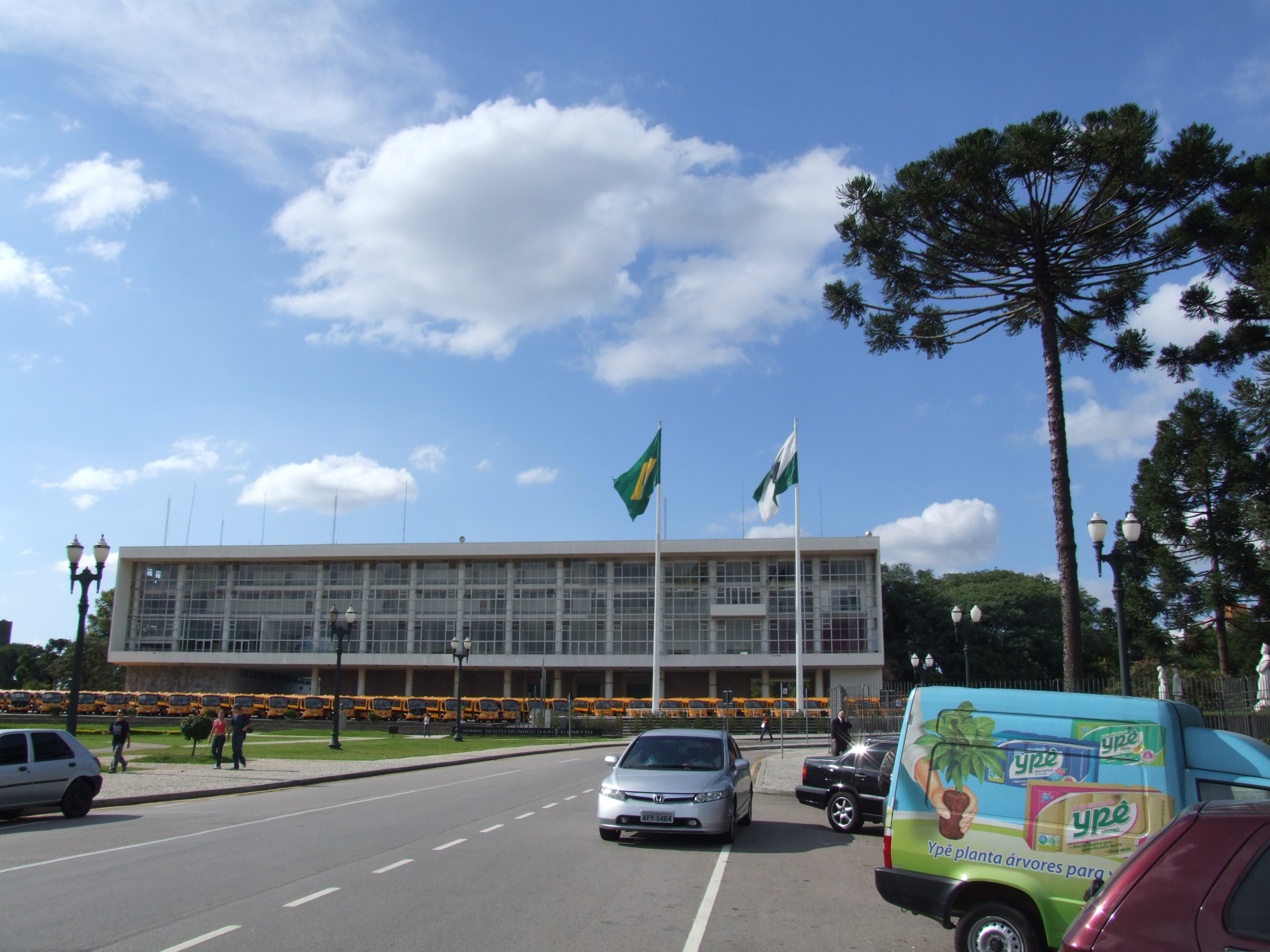
Palácio Iguaçu Sede do executivo paranaense
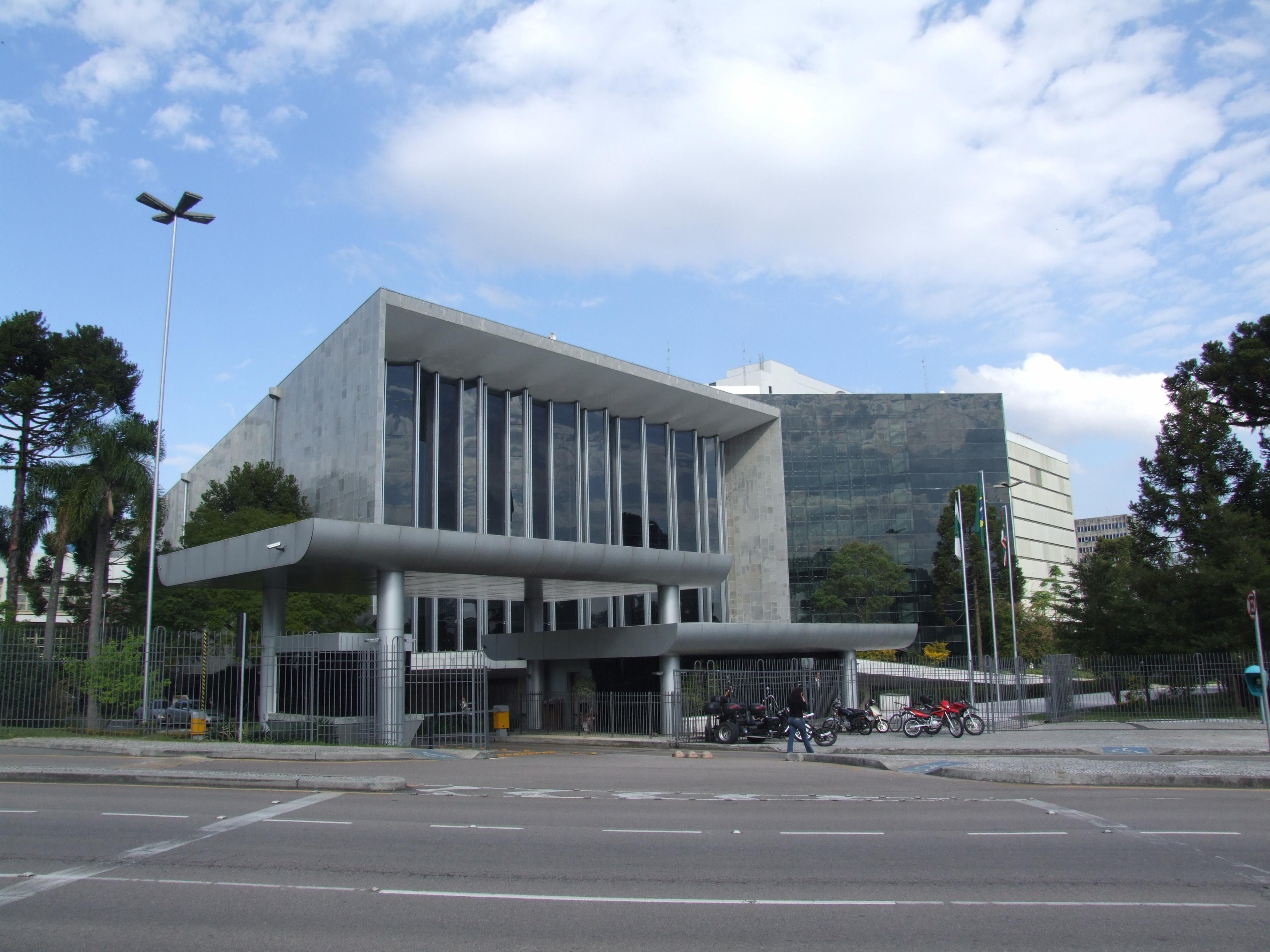
Assembleia Legislativa vista da Avenida Cândido de Abreu
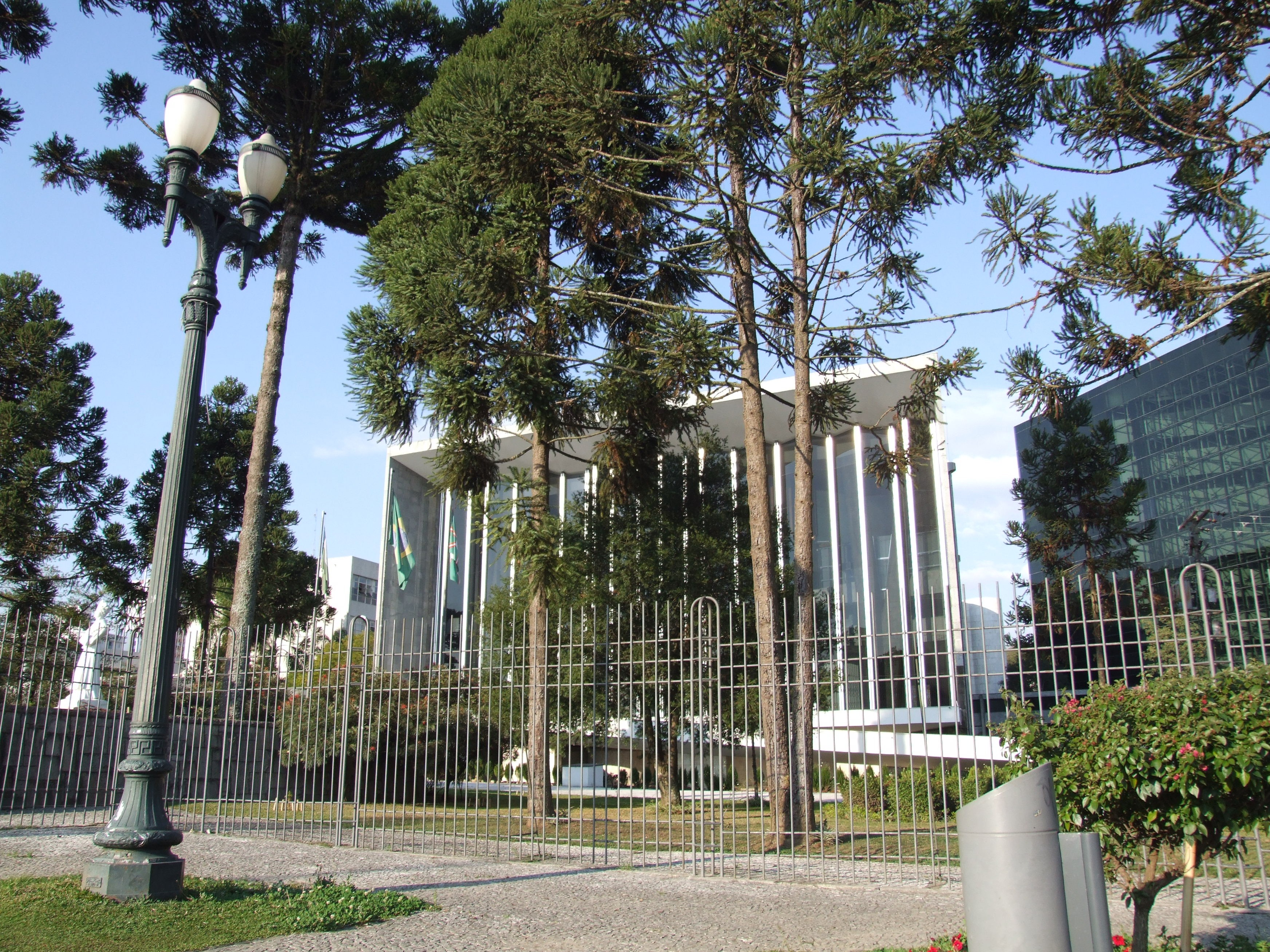
Assembleia Legislativa
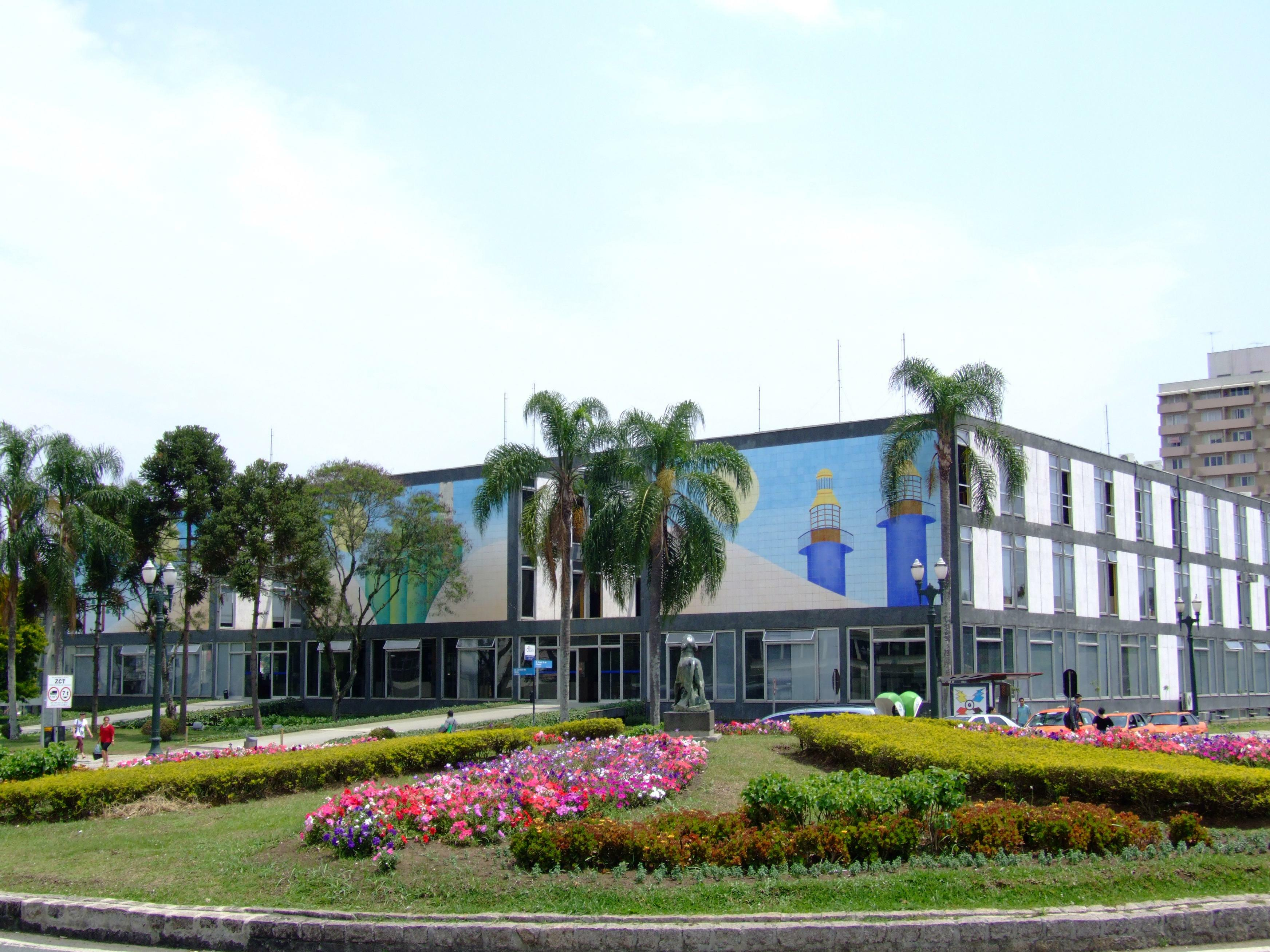
Palácio 29 de Março sede do poder executivo de Curitiba
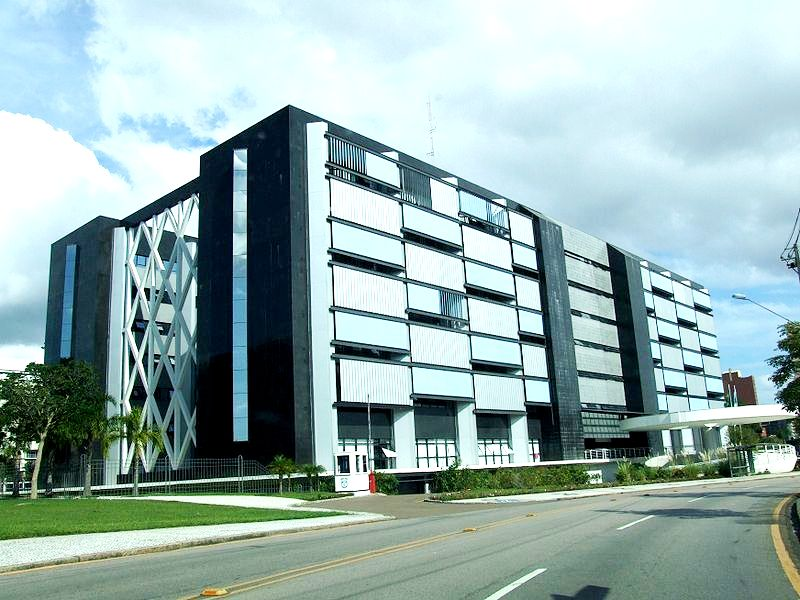
Palácio das Araucárias, sede Governo paranaense nas reformas do Palácio Iguaçu entre 2007 e 2010
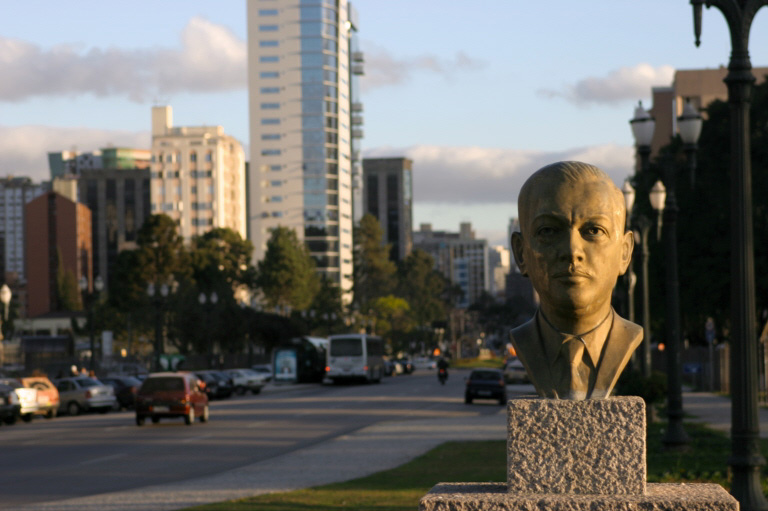
Avenida Cândido de Abreu e busto do ex-governador Bento Munhoz da Rocha Neto
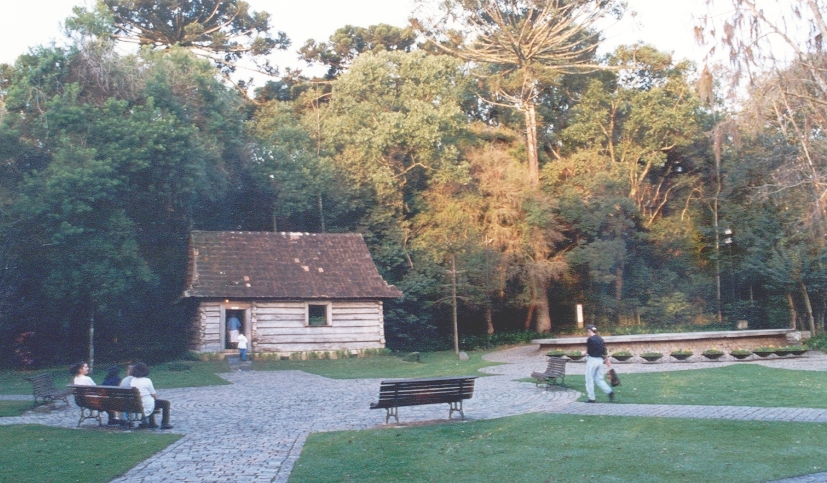
Bosque do Papa, bosque que homenageia os imigrantes poloneses
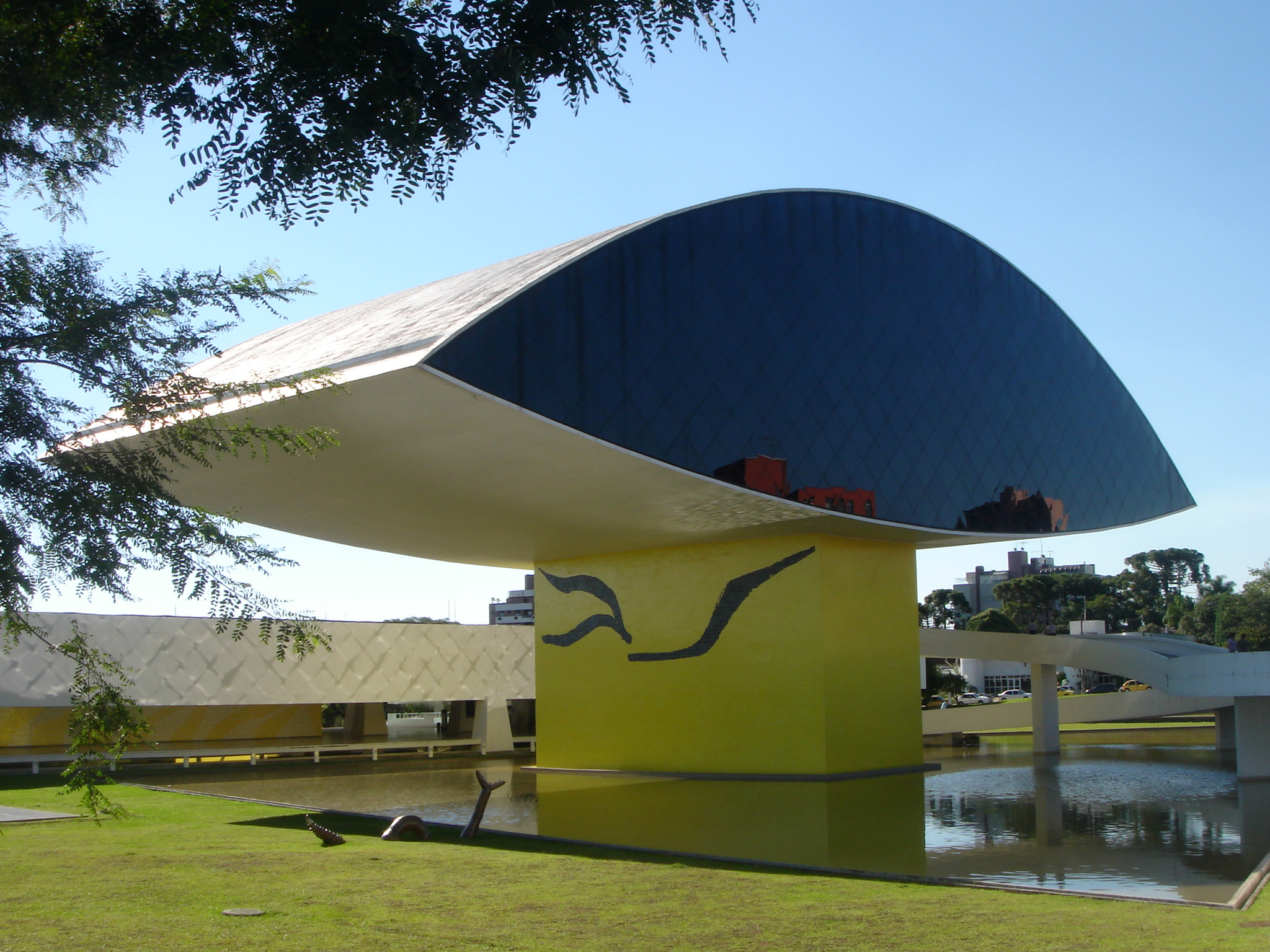
Parte frontal do Museu Oscar Niemeyer
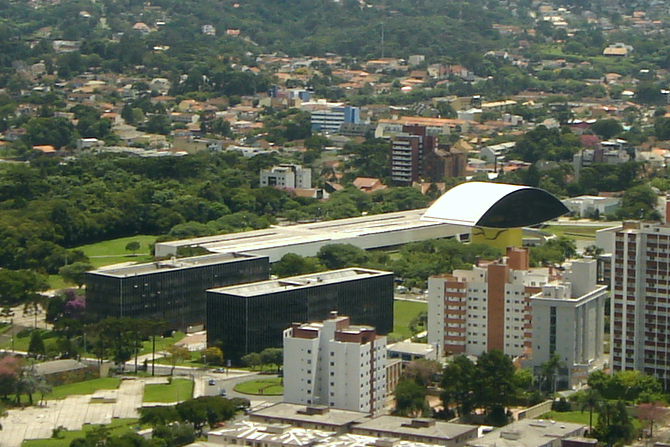
Vista aérea do Centro Cívico com vista para o MON
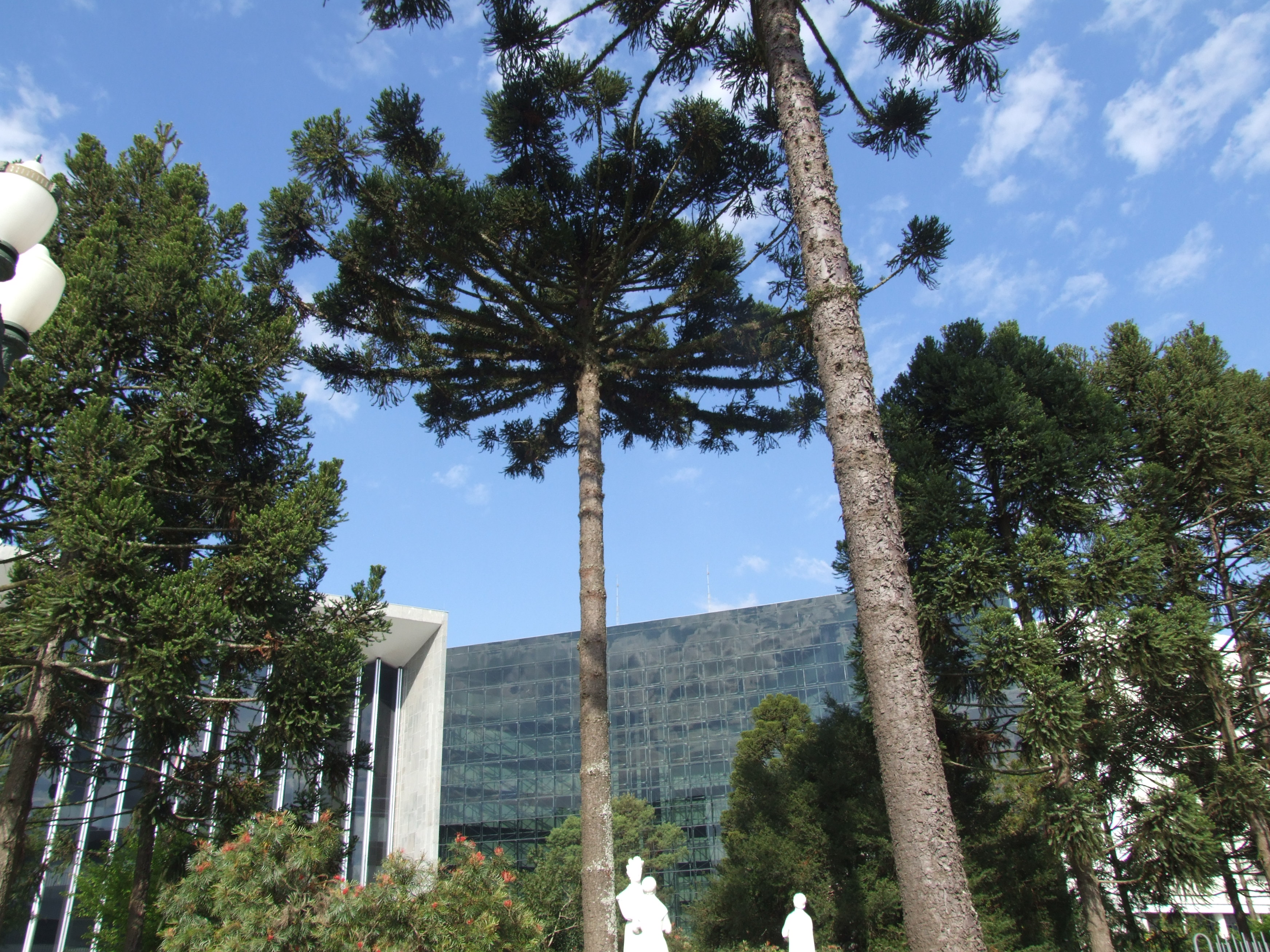
Araucária em frente ao Prédio da Assembleia Legislativa
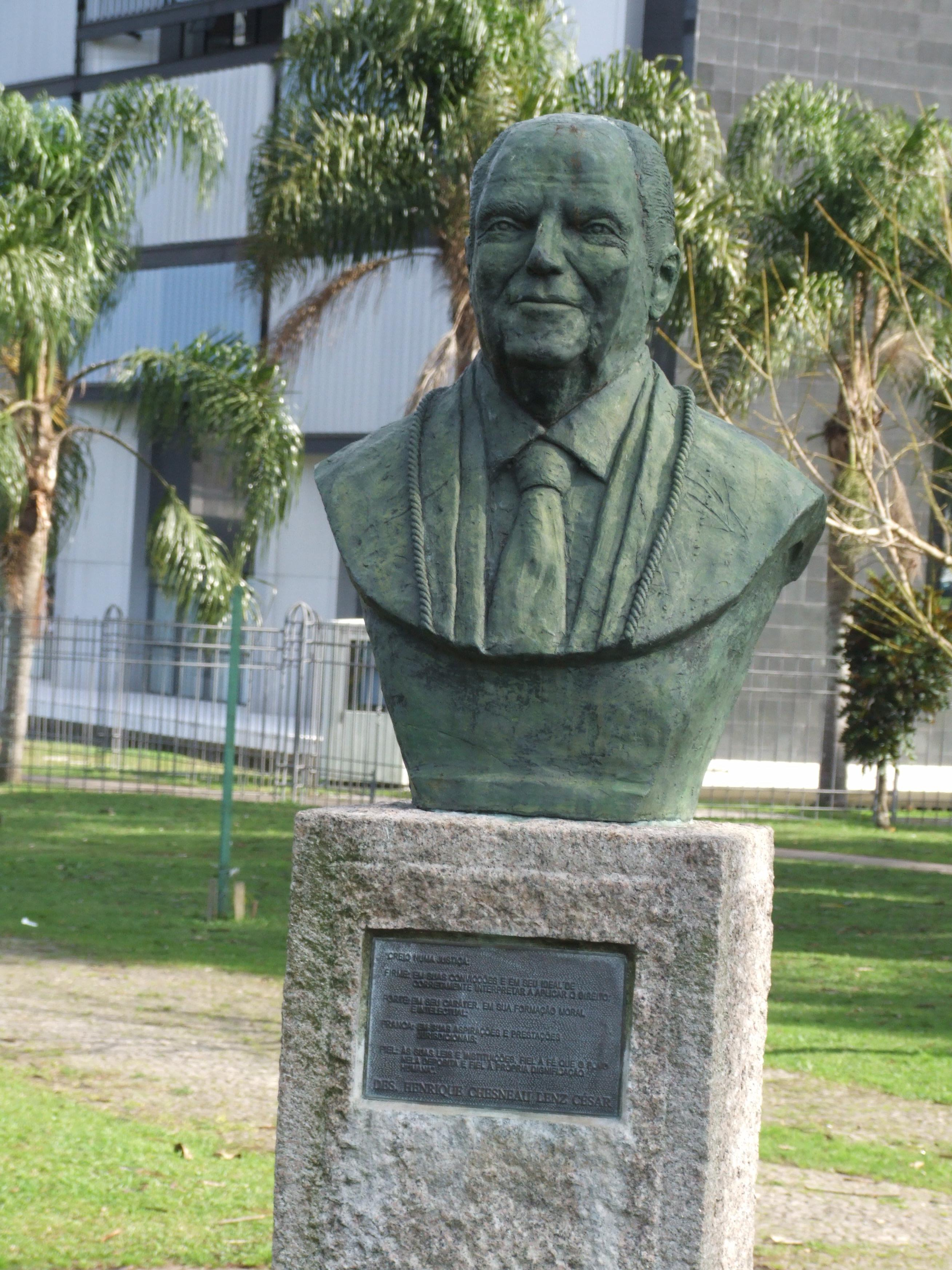
Busto do ex-desembargador Henrique Chesneau L. César, morto em 2002, em frente ao Tribunal de Justiça do Paraná